# Eliëzer Ben-Jehoeda

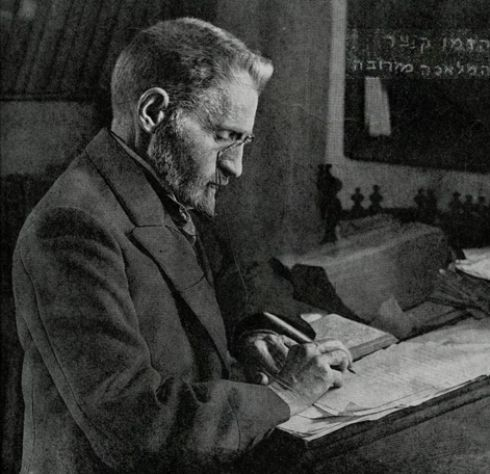
Eliëzer Ben-Jehoeda

Eliëzer Ben-Jehoeda (Hebreeuws: אֱלִיעֶזֶר בֶּן־יְהוּדָה), geboren als Eliëzer Jitzchak Perlman  (Loezjki, Russische Rijk (thans Wit-Rusland), 7 januari 1858 - Jeruzalem, 16 december 1922) was een Joodse hebraïcus. Hij wordt beschouwd als de grondlegger van het moderne Hebreeuws. 
Ben-Jehoeda werd geboren als zoon van Jehoeda Leib en Feyga Perlman. Hij leerde Hebreeuws vanwege zijn joods-religieuze opvoeding. In 1881 emigreerde hij naar Palestina dat toen nog Turks bezit was. Hij vestigde zich in Oost-Jeruzalem in de wijk Talpiot.
Hij was ervan overtuigd dat het Hebreeuws weer een levende taal zou moeten worden en besloot op een gegeven moment zo veel mogelijk alleen maar Hebreeuws te spreken met mensen die deze taal kenden. Hij ging hierin zelfs zo ver dat hij en zijn vrouw Debora enkel Hebreeuws probeerden te spreken met hun zoon Ittamar Ben-Avi. Hiermee was deze waarschijnlijk na vele eeuwen de allereerste moedertaalspreker van het 'moderne' Hebreeuws. Verder zag Ben Jehoeda het belang van het onderwijs in het Hebreeuws op scholen in en stimuleerde dit daarom sterk.
Een van de problemen die het weer tot leven brengen van het Hebreeuws met zich meebracht, was het feit dat er voor veel zaken - bijvoorbeeld elektriciteit en vliegtuig - (nog) geen woorden bestonden in het Hebreeuws. Ben-Jehoeda publiceerde daarom regelmatig in de krant Chavatzelet lijsten met Hebreeuwse neologismen en schreef een woordenboek van de Hebreeuwse taal.
Hij maakte nog mee dat op 29 november 1922 de Britten die toentertijd het bewind voerden over het in een mandaatgebied veranderde Palestina verklaarden dat het Hebreeuws voortaan de officiële taal van de Joden in die regio zou zijn.
 
Enkele weken later overleed Eliëzer Ben-Jehoeda op 64-jarige leeftijd aan de gevolgen van tuberculose.